# Ailuropoda melanoleuca qinlingensis
Ailuropoda melanoleuca qinlingensis este o subspecie a ursului panda mare. A fost recunoscută ca subspecie în anul 2005.